# El Rafa (serie de televisión)
El Rafa fue una unitario argentino protagonizado por Arturo Puig, Gastón Pauls y Paola Krum emitida en 1997 por Telefe. Basada en la remake de 1980 protagonizada por Alberto de Mendoza, Carlos Calvo y Alicia Bruzzo.

## Guion
El libro es de Ricardo Talesnik, Ricardo Rodríguez, Alberto Migré y Victor Agú y la dirección es de Alejandro Doria.

## Elenco
- Arturo Puig (Rafael)
- Gastón Pauls (Bebé)
- Paola Krum (Camila)
- Belén Blanco (Hija del Rafa)
- Ingrid Pelicori (Mujer del Rafa)
- Raúl Rizzo
- Salo Pasik
- Fernanda Mistral (La Marquesa)
- Héctor Calori
- Facundo Arana
- César Vianco
- Gabriela Toscano